# 尤寧鎮區 (密蘇里州卡斯縣)
尤寧鎮區（英語：Union Township）是位於美國密蘇里州卡斯縣的一個行政鎮區。

## 地方資料
尤寧鎮區的面積為78.16平方千米，當中陸地面積為77.78平方千米，而水域面積為0.38平方千米。根據2020年美國人口普查的數據，當地共有人口2648人，而人口密度為每平方千米33.88人。